# 單孔副獅子魚
單孔副獅子鱼，为輻鰭魚綱鮋形目杜父魚亞目狮子鱼科的其中一種。分布於東南太平洋區的智利及南冰洋雪特蘭群島南方與奧克尼群島南方海域，屬深海底棲性魚類，棲息在水深850至1000公尺的海域，背鰭軟條63至68枚；臀鰭軟條58至62枚；脊椎骨72至74枚，體長可達23.6公分，生活習性不明。